# Deserto Feliz
Deserto Feliz é um filme teuto-brasileiro de 2007, dirigido por Paulo Caldas. O filme estreou nos cinemas nacionais no dia 28 de novembro de 2008. Participou de mais de quarenta festivais nacionais e internacionais, onde somou vinte e um prêmios.

## Sinopse
Tráfico de animais e exploração sexual de meninas. A poética do tempo real: duro e seco. Jéssica, 15 anos, uma adolescente do interior nordestino, assiste à ruína de sua família. Ela vai para o Recife e lá encontra o caminho do turismo sexual para viver. É neste universo que ela conhece e se apaixona por Mark, um turista de Berlim.

## Elenco
- Nash Laila
- Peter Ketnath
- Magdale Alves
- Chico Diaz
- Servilho de Holanda
- Zezé Mota
- Hermila Guedes
- Aramis Trindade
- David Rosenbauer
- Marilia Mendes

## Produção
As filmagens do filme ocorreram em Recife e Olinda, ambas cidades do Pernambuco.

## Prêmios

### Festival de Gramado
- Melhor Diretor: para Paulo Caldas pelo filme “Deserto Feliz”
- Melhor Fotografia: para Paulo Jacinto dos Reis pelo filme “Deserto Feliz”
- Melhor Diretor de Arte: Moacyr Gramacho – “Deserto Feliz”
- Melhor Música: Erasto Vasconcelos e Fábio Trummer – “ Deserto Feliz”
- Prêmio da Crítica: “Deserto Feliz” de Paulo Caldas
- Melhor Filme do Júri Popular: “Deserto Feliz” de Paulo Caldas

### XXII Festival de Cinema de Guadalajara
- Melhor Diretor: Paulo Caldas

### 11º Festival de Cinema Luso-Brasileiro de Santa Maria da Feira
- Melhor Atriz: Nash Laila

### 10º Festival de Cinema Brasileiro de Paris
- Melhor Filme: Deserto Feliz
- Melhor Atriz: Nash Laila

### 1º Festival de Cinema de Triunfo - Pernambuco
- Melhor Diretor: Paulo Caldas
- Melhor Arte: Moacyr Gramacho
- Melhor Montagem: Vânia Debs
- Melhor Som: Marcelo Dalla
- Melhor Produção: Germano Coelho/Camará Filmes
- Melhor Filme - Júri Popular: Deserto Feliz
- Melhor Filme - Prêmio da Crítica: Deserto Feliz